# Eusaurischia
De Eusaurischia zijn een groep dinosauriërs behorend tot de Saurischia. 
De naam werd in 1999 door Padian gegeven aan de klade die bestaat uit de gemeenschappelijke voorouder van de Theropoda en de Sauropodomorpha en al zijn afstammelingen. Een meer exacte definitie werd in 2004 gegeven door Langer als de groep bestaande uit de gemeenschappelijke voorouder van Cetiosaurus en de Neornithes en al zijn afstammelingen. Voor zover bekend is er geen substantieel verschil tussen beide definities.
Paul Sereno heeft zware kritiek geuit op het begrip omdat hij het onverstandig acht klades te gaan definiëren puur om een conceptueel onderscheid te maken, terwijl van geen enkele soort nog duidelijk vastgesteld kan worden dat hij wel tot de Saurischia behoort maar niet tot de Eusaurischia. Mogelijke kandidaten zijn echter Eoraptor en Herrerasaurus. Áls er dan een definitie gegeven moet worden, zou Sereno liever de huismus Passer domesticus en Triceratops als ankerpunten gebruiken. Hij stelt zelfs voor Eoraptor en Herrerasaurus expliciet uit te sluiten, zodat de hele naam waardeloos wordt, mochten deze soorten toch tot de Theropoda behoren.